# 일제강점기의 스포츠
다음은 일제강점기의 스포츠에 관한 내용이다.

1936년 하계 올림픽 마라톤 대회에서 한국인 최초로 금메달리스트가 된 손기정

## 개요
일제강점기 시절 한국에 여러 스포츠 종목들이 새로 알려지거나 자리 잡았다. 또한 일제강점기 당시 활약했던 손기정, 김용식, 이영민 등의 여러 체육인들은 광복 이후 대한민국 체육계에서 중요 역할들을 맡았다.

## 종목
- 일제강점기의 축구
- 일제강점기의 농구
- 일제강점기의 야구
- 일제강점기의 탁구
- 일제강점기의 배구
- 일제강점기의 정구
- 일제강점기의 체조
- 일제강점기의 아이스하키
- 일제강점기의 스피드스케이팅
- 일제강점기의 씨름
- 일제강점기의 레슬링
- 일제강점기의 육상
- 일제강점기의 자전차
- 일제강점기의 바둑
- 일제강점기의 궁도
- 일제강점기의 빙상
- 일제강점기의 권투
- 일제강점기의 골프